# The Babys
The Babys sind eine britische Rockband.

## Geschichte
Die Gruppe wurde im Jahre 1975 von John Waite und Michael Corby in London gegründet. Sie bestand aus John Waite (Gesang, Bass), Walter Stocker (Gitarre), Tony Brock (Schlagzeug) und Michael Corby (Gitarre, Keyboard). 1979 erschien das Album Head First, an dem Michael Corby nicht mehr beteiligt war. 1980 stießen für das Album On the Edge Ricky Phillips (Bass) und Jonathan Cain (Keyboard) zur Band.
1989 kam es zu einer Reunion von Waite, Phillips und Cain in der Band Bad English, die allerdings nur zwei Jahre anhielt. Jonathan Cain ging zurück zur US-Rock-Band Journey, wo er bereits vor der Gründung von Bad English als Keyboarder fungiert hatte, Ricky Phillips wandte sich verschiedenen Projekten zu und spielte 1997 die Hauptrolle in einem Kurzfilm („HT's Song“). 2003 trat er der US-Band Styx bei und ersetzte dort den Mitbegründer Chuck Panozzo.
Die Original-Babys Michael Corby und Walter Stocker haben sich aus der Musikbranche zurückgezogen, Tony Brock blieb im Showgeschäft und gründete 2004 in Los Angeles die Rockin’ Hoarse Studios. John Waite war auch als Solo-Interpret erfolgreich.

## Diskografie

### Studioalben
| Jahr | Titel        | Höchstplatzierung, Gesamtwochen, AuszeichnungChartsChartplatzierungen (Jahr, Titel, Platzierungen, Wochen, Auszeichnungen, Anmerkungen) | Anmerkungen                          |
| Jahr | Titel        | US | Anmerkungen                          |
| ---- | ------------ | --- | ------------------------------------ |
| 1976 | The Babys    | US133 (13 Wo.)US | Erstveröffentlichung: Dezember 1976  |
| 1977 | Broken Heart | US34 (26 Wo.)US | Erstveröffentlichung: September 1977 |
| 1978 | Head First   | US22 (25 Wo.)US | Erstveröffentlichung: Dezember 1978  |
| 1980 | Union Jacks  | US42 (22 Wo.)US | Erstveröffentlichung: Januar 1980    |
| 1980 | On the Edge  | US71 (15 Wo.)US | Erstveröffentlichung: Oktober 1980   |

### Livealben
- 2001: Valentine Baby

### Kompilationen
| Jahr | Titel Album | Höchstplatzierung, Gesamtwochen, AuszeichnungChartsChartplatzierungen (Jahr, Titel, Album, Platzierungen, Wochen, Auszeichnungen, Anmerkungen) | Anmerkungen                |
| Jahr | Titel Album | US | Anmerkungen                |
| ---- | ----------- | --- | -------------------------- |
| 1981 | Anthology   | US138 (7 Wo.)US | Erstveröffentlichung: 1981 |

Weitere Kompilationen
- 1976: The Official Unofficial Babys Album
- 1997: The Best Of
- 2002: Very Best Babys Album Ever

### Singles
| Jahr | Titel Album                          | Höchstplatzierung, Gesamtwochen, AuszeichnungChartplatzierungen (Jahr, Titel, Album, Platzierungen, Wochen, Auszeichnungen, Anmerkungen) | Höchstplatzierung, Gesamtwochen, AuszeichnungChartplatzierungen (Jahr, Titel, Album, Platzierungen, Wochen, Auszeichnungen, Anmerkungen) | Anmerkungen                |
| Jahr | Titel Album                          | UK | US | Anmerkungen                |
| ---- | ------------------------------------ | --- | --- | -------------------------- |
| 1977 | If You’ve Got the Time The Babys     | — | US88 (2 Wo.)US | Erstveröffentlichung: 1977 |
| 1977 | Isn’t It Time Broken Heart           | UK45 (3 Wo.)UK | US13 (16 Wo.)US | Erstveröffentlichung: 1977 |
| 1978 | Silver Dreams Broken Heart           | — | US53 (7 Wo.)US | Erstveröffentlichung: 1978 |
| 1979 | Every Time I Think of You Head First | — | US13 (16 Wo.)US | Erstveröffentlichung: 1979 |
| 1979 | Head First                           | — | US77 (3 Wo.)US | Erstveröffentlichung: 1979 |
| 1980 | Back on My Feet Again Union Jacks    | — | US33 (12 Wo.)US | Erstveröffentlichung: 1980 |
| 1980 | Midnight Rendezvous Union Jacks      | — | US72 (4 Wo.)US | Erstveröffentlichung: 1980 |
| 1980 | Turn and Walk Away On the Edge       | — | US42 (12 Wo.)US | Erstveröffentlichung: 1980 |